# Tịnh thất Bồng Lai
Tịnh thất Bồng Lai, còn có tên khác là Thiền am bên bờ vũ trụ, là một cơ sở tu tại gia tại xã Hòa Khánh Tây, huyện Đức Hòa, tỉnh Long An, Việt Nam.
Tịnh thất Bồng Lai vốn có tiền thân là "Trại dưỡng lão cô nhi Thánh Đức" được ông Lê Tùng Vân, một người theo đạo Bửu Sơn Kỳ Hương, thành lập vào năm 1990 trên một mảnh đất rộng 1 ha, bao gồm rất nhiều chòi lá nhỏ. Sau khi trại Thánh Đức bị cơ quan chức năng huyện Bình Chánh đình chỉ hoạt động năm 2007, bà Cao Thị Cúc đứng tên mua hơn 2000 mét vuông đất tại xã Hòa Khánh Tây, huyện Đức Hòa, tỉnh Long An để hoạt động tôn giáo, cùng với ông Lê Tùng Vân tu sửa thành "Tịnh thất Bồng Lai". Từ năm 2018 đến năm 2020, nhóm "5 chú tiểu" ở tịnh thất Bồng Lai gây sự chú ý của dư luận khi tham gia và giành được giải thưởng chương trình Thách thức danh hài. Tịnh thất Bồng Lai đã từng xuất hiện trong phóng sự của Đài truyền hình Long An và Đài Truyền hình Việt Nam và bị Công an tỉnh Long An và huyện Đức Hòa điều tra từ tháng 2 năm 2020.
Giáo hội Phật giáo Việt Nam tỉnh Long An khẳng định rằng tịnh thất Bồng Lai không phải là cơ sở Phật giáo thuộc quản lý của Giáo hội.

## Lịch sử